# Otto Ohm
Gli Otto Ohm sono un gruppo musicale italiano.

## Storia del gruppo
Il gruppo è nato nel 1997 dall'idea di Andrea Vincenzo Leuzzi, il quale, con Fabrizio De Angelis, iniziò suonando in uno studio allestito in casa, con i consigli di Fabrizio Bacherini. Contemporaneamente si aggregarono altri amici, ovvero: Daniela Mariani e Stefano Bari. A quel tempo Bacherini fondò un'etichetta con Andrea Marotti, la Casa di Cura, per la produzione del neonato gruppo degli Otto Ohm, anche se dopo la storia prese un'altra piega, con l'interessamento alla band di Stefano Senardi, storico discografico, che portò il gruppo con sé nei suoi spostamenti discografici.
Nel 2000 esce il loro primo singolo, Crepuscolaria, che ottiene un buon successo nei circuiti radiofonici e nell'ottobre dello stesso anno pubblicano l'album di esordio Otto Ohm. Nello stesso anno girano Bimba è clonata una stella lungometraggio di Sabina Guzzanti che li sceglie anche per realizzare parte della colonna sonora. Sono candidati al P.I.M. come miglior band emergente. Nel 2003 esce l'album Pseudostereo con i singoli Fumodenso e Oro nero. Al MEI vengono conferiti diversi premi per la realizzazione di alcuni loro video. Nel 2005 il singolo Domani anticipa l'album Naif prodotto per Radiofandango. In questa occasione viene premiato al MEI Gianandrea Tintori per il miglior montaggio, per il video di Domani.
Nel 2007 gli Otto Ohm hanno collaborato con Daniele Silvestri per il suo singolo A me ricordi il mare.
Nel settembre 2009 viene trasmesso dalle radio il singolo Come parlo di te che anticipa l'uscita del quarto album di inediti Combo nel mese di ottobre, prodotto per la loro neonata etichetta Little Stuff.
Nel novembre 2011 esce il loro quinto album Ohm Made - Live in studio, un doppio cd di 25 brani, tutti riarrangiamenti dei loro lavori precedenti, da cui viene estratto il singolo inedito Disco tristo.
Nel gennaio 2015 viene annunciata l'imminente pubblicazione dell'album di inediti intitolato Boxer.
Ad ottobre 2023 il gruppo lancia il nuovo singolo Che Palle!!.
A marzo 2025 il gruppo, tramite il suo frontman V. Leuzzi, annuncia l'uscita di Supernova, il loro nuovo album, e qualche giorno più tardi viene pubblicato il singolo Lasciare qualche scia.

## Discografia

### Album in studio
- 2000 - Otto Ohm
- 2003 - Pseudostereo
- 2005 - Naïf
- 2009 - Combo
- 2011 - Ohm Made - Live in studio
- 2015 - Boxer
- 2025 - Supernova

### Singoli
- 2000 - Crepuscolaria
- 2000 - Telecomando
- 2001 - Amore al terzo piano
- 2003 - Fumodenso
- 2003 - Oro nero
- 2004 - Christina non lo sa
- 2005 - Domani
- 2005 - Le nostre buone intenzioni
- 2006 - Strade inquiete
- 2007 - A me ricordi il mare (con Daniele Silvestri)
- 2009 - Come parlo di te
- 2010 - Evito la forma
- 2010 - In questo specchio
- 2010 - Cupo
- 2011 - Disco tristo
- 2015 - Vedere la vita che va
- 2015 - Come l'ultimo giorno
- 2023 - Che palle!!
- 2025 - Lasciare qualche scia

### Remake
- 2014 - L'importante (Amore al terzo piano) - Boomdabash

## Membri del gruppo originale
- Andrea Vincenzo Leuzzi detto Bove (voce e chitarra)
- Daniela Mariani detta Dana o Mama Trama (voce femminile e corista)
- Stefano Bari detto Fed (chitarre)
- Fulvio Liberati detto Speaker T (basso)
- Fabrizio Di Domenico detto Faber Dido (tastiere)
- Andrea Leali detto Automan (batteria)